# SP110
SP110‏ (SP110 nuclear body protein) هوَ بروتين يُشَفر بواسطة جين SP110 في الإنسان.